# Alisa Camplin
Alisa Camplin (10 de novembro de 1974) é uma esquiadora australiana. Ela conquistou a segunda medalha de ouro da Austrália em Jogos Olímpicos de Inverno, no dia seguinte à conquista de Steven Bradbury, ao vencer a prova de Aerials. Após ter sido a porta-bandeira da delegação australiana na cerimônia de abertura dos Jogos Olímpicos de Inverno de 2006, em Turim, Camplin conquistou a medalha de bronze na mesma prova que havia vencido quatro anos antes. No mesmo ano, decidiu se aposentar. Em 2009, conduziu a tocha olímpica dos Jogos de Vancouver, durante a passagem por Dawson City, no território do Yukon, no Canadá.